# Кузьминский сельсовет (Тамбовская область)
Кузьминский сельсовет — муниципальное образование со статусом сельского поселения в Знаменском районе Тамбовской области.
Административный центр — посёлок Кузьминский.

## История
В соответствии с Законом Тамбовской области от 17 сентября 2004 года № 232-З установлены границы муниципального образования и статус сельсовета как сельского поселения.

## Население
| 2010 | 2012 | 2013 | 2014 | 2015 | 2016 | 2017 |
| ---- | ---- | ---- | ---- | ---- | ---- | ---- |
| 783  | ↘747 | ↘726 | ↘707 | ↘680 | ↘668 | ↘655 |
| 2018 | 2019 | 2020 | 2021 |      |      |      |
| ↘634 | ↘626 | ↘598 | ↘466 |      |      |      |

## Состав сельского поселения
| № | Населённый пункт | Тип населённого пункта          | Население |
| - | ---------------- | ------------------------------- | --------- |
| 1 | Кикинка          | деревня                         | 40        |
| 2 | Кузьминский      | посёлок, административный центр | 448       |
| 3 | Михайловка       | деревня                         | 212       |
| 4 | Ольшанка         | село                            | 62        |

### Упразднённые населённые пункты
- деревня Артемьевка
- посёлок Никольские Подворки (присоединён к деревне Кикинке)